# 安倍ドクトリン
安倍ドクトリン（あべドクトリン）とは、2013年1月18日に内閣総理大臣安倍晋三が東南アジア歴訪の最後の訪問地ジャカルタで発表した対ASEAN外交5原則。
安倍はアルジェリア人質事件への対処のため予定を切り上げて帰国したため、当初予定されていた会見での表明は見送られ、文書の形でその内容が公表された。中国の海洋進出に対し、米国との同盟を基軸として日本とASEANの関係を強化し、経済とエネルギー・海洋安全保障分野での協力を促進していくことが盛り込まれている。

## 5原則の内容
1. 人類の普遍的価値である思想・表現・言論の自由の十全な実現
2. 海洋における法とルールの支配の実現
3. 自由でオープンな、互いに結び合った経済関係の追求
4. 文化的なつながりの一層の充実
5. 未来を担う世代の交流の促進

## 反響
この5原則の発表に対し、中国外務省は「アジアでは多元的な文化と多様な社会制度が併存しており、我々は多様性の尊重を一貫して主張している」、「当事国同士の対話によって平和的に問題を解決するというのが各国の共通認識だ」とする報道局長談話を発表し、対中牽制への警戒感を露わにすると同時に、日米両国などが南シナ海の海洋問題に介入することに反発した。